# Ласаро Чакон Гонсалес
Ласаро Чакон Гонсалес (27 червня 1873 — 9 квітня 1931) — гватемальський політик, президент країни з вересня 1926 до січня 1931 року.

## Життєпис
Народився в департаменті Сакапа.
Вступив на посаду глави держави після смерті президента Хосе Марії Орельяни. На найближчих виборах переміг свого опонента Хорхе Убіко. За його президентства було створено Національний іпотечний банк (ісп. Crédito Hipotecario Nacional), а також зведено будівлю медичного факультету. Окрім того було завершено будівництво національної залізничної мережі. Було стабілізовано курс національної валюти. Чакон помер у США 9 квітня 1931 у віці 57 років від інсульту.
Його онук Карлос Жилтберто Чакон Торребіарте очолював Гватемальський Верховний суд.